# 第二莫洛達沃
50°28′33″N 25°50′29″E / 50.47583°N 25.84139°E
第二莫洛達沃（烏克蘭語：Молодаво Друге），是烏克蘭西北部羅夫諾州杜布諾區普里维利内市镇的村落。面積0.72平方公里，2001年人口308，人口密度每平方公里426人。